# 武田幸史
武田 幸史（たけだ こうじ、1982年4月10日 - ）は、日本の男性声優。アーツビジョン所属。兵庫県出身。

## 来歴
日本ナレーション演技研究所卒業。

## 人物
方言は関西弁。
趣味・特技は歌、空手、少林寺拳法、掃除、プロレス観戦、チェアリング、家電、お菓子作り。

## 出演
太字はメインキャラクター。

### テレビアニメ
2011年
- 青の祓魔師（2011年 - 2024年、不良C、佐藤先生、樋口、祓魔師、志摩剛造） - 2シリーズ
- うさぎドロップ（葬儀屋）
- 逆境無頼カイジ 破戒録篇（客D、従業員A、客C、従業員、客B）
- 銀魂'（ヤクザB、家来、○×ぞう）
- STEINS;GATE（係員、ヴァイラルアタッカーズ）
- 侵略!?イカ娘（男性客A）
- たまゆら〜hitotose〜（イノシシ）
- ぬらりひょんの孫 〜千年魔京〜（遠野妖怪）
- Fate/Zero（副隊長）
- 魔乳秘剣帖（野次馬D）
- メタルファイト ベイブレード 4D（ブレーダーC、村人G）
- よんでますよ、アザゼルさん。（男オタク）

2012年
- アクエリオンEVOL（警備兵）
- あらしのよるに 〜ひみつのともだち〜（若オオカミ1）
- 宇宙兄弟（2012年 - 2013年、面接官B、男友達、CMナレーション）
- エリアの騎士（比留間敦、審判）
- クイーンズブレイド リベリオン（用心棒）
- じょしらく（ヤンキー、ハゲデブ）
- SKET DANCE（映研部員、不良A、犀川望〈サイノン〉）
- TARI TARI（男性客）
- 探検ドリランド（召使い）
- 貧乏神が!（方喰健一、剛狸原の父、男子生徒A）
- ポケットモンスター ベストウイッシュ シーズン2（イワーク）
- めだかボックス（宇佐三年生）

2013年
- アラタカンガタリ〜革神語〜（兵士、ザンジ、革の父、カンナギの父、六の鞘、職人頭）
- イクシオン サーガ DT（犯人グループ・ボス、教団幹部B）
- AKB0048 next stage（警備員）
- ぎんぎつね（ヒロポン）
- 琴浦さん（店主）
- 最強銀河 究極ゼロ 〜バトルスピリッツ〜（カードバトラーA）
- ジョジョの奇妙な冒険（吸血鬼D）
- 翠星のガルガンティア（哨戒員、船主たち）
- D.C.III 〜ダ・カーポIII〜
- デュエル・マスターズ（2013年 - 2022年、不死帝 ブルース、ハンター、自然星人、Theチャー漢、インテリエイル 他） - 5シリーズ
- ドラえもん（テレビ朝日版第2期）（2013年 - 2019年、宇宙人、男の子A、不良、警備員、いしづくりのみこ 他）
- ビーストサーガ（ジャンジャン、エレドラム）
- フォトカノ（ラーメン屋）

2014年
- キャプテン・アース（デビル・ザイナス）
- 黒子のバスケ（2014年 - 2015年、岡村建一） - 2シリーズ
- シドニアの騎士（審判）
- ドラゴンコレクション（2014年 - 2015年、シャークドラゴン、炎帝龍、ポリナータ、ソードラゴン、バーサーク・カブトムシ 他）
- ブレイドアンドソウル（物乞い）

2015年
- うしおととら（法力僧D）
- 俺物語!!（警官）
- クレヨンしんちゃん（2015年 - 2022年、青果店主、得意先役員、男性レポーター、取引相手B、会社員B）
- 新あたしンち（越野 夫〈ヒロシ〉）
- 遊☆戯☆王ARC-V（大漁旗鉄平）

2016年
- 機動戦士ガンダムUC RE:0096（整備兵、クルー）
- 一人之下 the outcast（2016年 - 2018年、胡林） - 2シリーズ

2017年
- Spiritpact
- ACCA13区監察課（パルス）
- クロックワーク・プラネット（運輸部長、軍人）
- 100%パスカル先生（岩田、芸人、フューチャーデーモンパスカル）
- 妹さえいればいい。（徳山耕平）

2018年
- グラゼニ（栗城）
- ちおちゃんの通学路（蛇野金属のおじさん）
- バキ（寺田）

2020年
- 天晴爛漫!（レストラン店主、路地裏の男、エンジニア、床屋店主、警察署長）
- NOBLESSE -ノブレス-（ケイ・ルー）

2021年
- のりものまん モービルランドのカークン（2021年 - 2022年、ホシオ）
- 忍たま乱太郎（団子屋さん）
- 憂国のモリアーティ（サディアス・ショルトー）
- チート薬師のスローライフ〜異世界に作ろうドラッグストア〜（レナの父）

2022年
- アオアシ（下村監督）
- アイドリッシュセブン Third BEAT!（使用人）

2023年
- ONE PIECE（三鬼）
- ふしぎ駄菓子屋 銭天堂（2023年 - 2025年、木下猛、剣持先生、指原、木俣、しじみ、西荻康二 他）
- ヴィンランド・サガ（ドロッド）
- 名探偵コナン（知苑大哉）
- ゾン100〜ゾンビになるまでにしたい100のこと〜（阿天坊直己）
- キボウノチカラ〜オトナプリキュア'23〜（かれんの指導医）

2024年
- 怪獣8号（2024年 - 2025年、男性アナウンサー、アナウンサー） - 2シリーズ
- ザ・ファブル（和亀真也）
- 逃げ上手の若君（和田米丸）

2025年
- グリザイア:ファントムトリガー（オリバー）
- LAZARUS ラザロ（警備長）
- 陰陽廻天 Re:バース（ワダ）
- キングダム（亜光）

### 劇場アニメ
2011年
- トワノクオン（オペレーター7、黒服A）

2012年
- ももへの手紙

2014年
- 映画ドラえもん 新・のび太の大魔境 〜ペコと5人の探検隊〜（ゴリラ）

2015年
- 劇場版 シドニアの騎士（審判）
- 屍者の帝国（トーマス・エジソン）

2016年
- 映画ドラえもん 新・のび太の日本誕生（クラヤミ族族長）
- 黒子のバスケ ウインターカップ総集編 〜涙の先へ〜（岡村建一）

2017年
- 劇場版 黒子のバスケ LAST GAME（岡村建一）

2018年
- 劇場版 マジンガーZ / INFINITY（列車車掌）

2019年
- 映画ドラえもん のび太の月面探査記（タラバ）

2020年
- 劇場版BEM〜BECOME HUMAN〜（ダグ）

2022年
- 映画ドラえもん のび太の宇宙小戦争 2021（副官）

2024年
- 名探偵コナン 100万ドルの五稜星（ナチョ・ベルガ）

### OVA
- 最遊記外伝（2011年）
- 機動戦士ガンダムUC（2012年、整備士、クルー）
- コードギアス 亡国のアキト 第一章「翼竜は舞い降りた」（2012年、オペレーターB）
- HELLSING IX（2012年、艦長[8]）
- じょしらく（2013年、アシ）※単行本第5巻OAD付き特装版
- 史上最強の弟子ケンイチ（2014年、ボルックス）※単行本第55巻OVA付き特装版

### Webアニメ
- ナンバカ（2017年、八萬）
- TIGER & BUNNY 2（2022年、ブルーノ・ブレイズ）
- 範馬刃牙 (2023年、ジョー・クレーザー）
- T・Pぼん（2024年、村人A）

### ゲーム
2010年
- メモリーズオフ ゆびきりの記憶

2011年
- Gears of War 3（ジェイソン・ストラットン）

2013年
- とある魔術と科学の群奏活劇

2014年
- ドラえもん 新・のび太の大魔境 〜ペコと5人の探検隊〜（サベール）
- ゴジラ-GODZILLA-（鳩ヶ谷総理）

2015年
- 黒子のバスケ 未来へのキズナ（岡村建一）
- ゴジラ-GODZILLA-VS（鳩ヶ谷総理）
- 初恋の歌

2016年
- クイズRPG 魔法使いと黒猫のウィズ（吽申）

2017年
- ARMS（マスターマミー）
- ゼルダの伝説 ブレス オブ ザ ワイルド（ダルケル）

2018年
- オクトパストラベラー

2019年
- キングダム ハーツIII（ワサビ）
- ラングリッサーI&II（ソーン）
- グランブルーファンタジー（2019年 - 2022年、ブルース、リンドヴルム、シャトラのパパ、光華師、らぁめん三騎士）

2020年
- 龍が如く7 光と闇の行方
- ONE PIECE 海賊無双4（海賊1、村人1、海兵1）
- ファイナルファンタジーVII リメイク
- Marvel's Avengers（ハルク）
- OCTOPATH TRAVELER 大陸の覇者
- ゼルダ無双 厄災の黙示録（ダルケル）

2021年
- ラチェット&クランク パラレル・トラブル（クォンタム）
- 鬼滅の刃 ヒノカミ血風譚
- Far Cry 6（フィリー・バルザガ）
- ドラゴンクエストX 天星の英雄たち オンライン（あやしいかげ、祭壇の狩人、祭壇の守人、スパエル、ホーリーキング）

2022年
- 機動戦士ガンダム U.C. ENGAGE（2022年 - 2025年、ウバルド・モリーナ）
- トライアングルストラテジー（ランドロイ・ファルクス）
- タクティクスオウガ リボーン

2023年
- ゼルダの伝説 ティアーズ オブ ザ キングダム（炎の賢者）
- 龍が如く7外伝 名を消した男
- ドラゴンクエストモンスターズ3 魔族の王子とエルフの旅（カーゼル）

2024年
- グランブルーファンタジー リリンク
- ファイナルファンタジーVII リバース
- メタファー:リファンタジオ（オセアナ公国領主）

2025年
- マリオカート ワールド
- ドンキーコング バナンザ（ドンキーコング）

### オーディオブック
- 椿山課長の七日間（2017年、鉄蔵）
- 墨丸（2018年[24]、父[25]）
- 糸車（2019年[26]、神崎、従僕[27]）
- 神去なあなあ日常（2019年、おじさん）
- ある男（2019年[28]）

### 吹き替え

#### 映画
- アイアンマン3
- アルマゲドン2010
- インファナル・ディール 野蛮な正義（キールシー〈ニール・マクドノー〉）
- ウーマン・イン・ブラック 亡霊の館
- ウェス・クレイヴンズ ザ・リッパー（ジェローム）
- キャプテン・フィリップス（ネモ〈オマール・バードゥーニ〉）
- キング・オブ・エジプト（スフィンクス）※フジテレビ版
- クラウド アトラス
- クロッシング（神父）
- サブリミナル（クルーンズ）
- G.I.ジョー バック2リベンジ（レイ）
- シャドー・チェイサー（ディクソン）
- ジャングル大騒動 -南極からのSOS-
- 13時間 ベンガジの秘密の兵士（マーク・ガイスト〈マックス・マーティーニ〉）
- スノーホワイト[29]
- SAFE/セイフ
- セイフ ヘイヴン（ロジャー）
- 奪命金
- チャ刑事（ユン刑事）
- テッド
- トガニ 幼き瞳の告発
- ドリームハウス
- パーフェクト・ホスト 悪夢の晩餐会（ローマン〈タイリース・アレン〉）
- バトルシップ
- マイ・ブラザー（スウィーニー）
- マンデラ 自由への長い道（コービー・クッツェー〈ディオン・ロッツ〉）
- 密告・者
- ル・アーヴルの靴みがき（ベッケル医師）
- レイン・オブ・アサシン
- レッド・バロン

#### ドラマ
- iCarly（マイケル 他）
- ALCATRAZ/アルカトラズ
- ARROW/アロー（エディー・ファイヤーズ〈セバスチャン・ダン〉）
- アンフォゲッタブル 完全記憶捜査
- ウェアハウス13 〜秘密の倉庫 事件ファイル〜
- 宇宙人ネッドのトークショー（リル・レル・ハウリー）
- エレメンタリー ホームズ&ワトソン in NY
- キャッスル 〜ミステリー作家は事件がお好き シーズン4
- グッド・ワイフ3
- シー・ハルク:ザ・アトーニー（マン・ブル）
- 新チャーリーズ・エンジェル
- 孫子《兵法》大伝（慶忌）
- 第3病院
- ナース・ジャッキー3、4
- ハリーズ・ロー 裏通り法律事務所
- プライベート・プラクティス4
- プリティ・リトル・ライアーズ シーズン3
- ミディアム7 最終章
- ユーリカ〜地図にない街〜 ファイナルシーズン
- ラスベガス シーズン3

#### テレビ番組
- UFC登竜門 ジ・アルティメット・ファイター ヘビー級バトル

#### アニメ
- 悪魔バスター★スター・バタフライ（キング・リバー・バタフライ）
- アングリーバード
- オクトノーツと地上のミッション（クワジー、キャリコ・ジャック、ナットクイック教授）
- おさるのジョージ（バズ）
- ガーフィールド・ショー
- ザ・スーパーマリオブラザーズ・ムービー（ドンキーコング[30]）
- さむらいラビット: ザ・ウサギ・クロニクル（テツジン）
- ズートピア（ギデオン・グレイ）
- すすめ!オクトノーツ（クワジー、キャリコ・ジャック、ナットクイック教授）
- ドックはおもちゃドクター（チリー）
- トムとジェリー ショー（リック、ハインリヒ、バートランド、レッド・ヘリング、天の声、鏡のトム）
- パワーパフガールズ（第2作）（モジョ・ジョジョ[31]）
- びっくりスケアリー
- 百妖譜（店主）
- ベイマックス（ワサビ[32]）
- ヘンリー・ハグルモンスター
- リサとガスパール（ガスパールのパパ）
- ロラックスおじさんの秘密の種

### ボイスオーバー
- シリーズ工場見学8（ジャン・リンタマキ）
- BS世界のドキュメンタリー 海の怪物 プラスチック
- BBC地球伝説 プラネットツアー

### ナレーション
- 最初はパーCM（ナレーション）
- バスワールド 付録DVD
- 百獣大戦グレートアニマルカイザー

### 映画
- テルマエ・ロマエII（2014年、ローマ人の声）

### 特撮
- 仮面ライダーアマゾンズ（2016年、調査班の声）

### その他コンテンツ
- アグレッシブ烈子（副音声）
- 地球ドラマチック「ポンペイ"骨"が語る真実」（声の出演）
- ポケモンカードゲームXY（鋼硬二、硬二の父）

### シリーズ一覧
1. ↑  第1期（2011年）、第4期『雪ノ果篇』（2024年）
2. ↑  【デュエル・マスターズ（2002年版）】

『デュエル・マスターズ ビクトリーV3』（2013年）

【デュエル・マスターズ（2017年版）】

第1期（2017年 - 2018年）、第2期『デュエル・マスターズ！』（2018年 - 2019年）、第3期『デュエル・マスターズ!!』（2019年 - 2020年）

【デュエル・マスターズ キング】

第3期『キングMAX』（2022年）
3. ↑  第2期（2014年）、第3期（2015年）
4. ↑  第1期（2016年）、第2期『一人之下 羅天大醮篇』（2018年）
5. ↑  第1期（2024年）、第2期（2025年）

### 初出話一覧
1. 1 2  第4期『雪ノ果篇』 第9話初出
2. ↑  第1期 第1話初出
3. ↑  第1期 第5話初出
4. ↑  第1期 第10話初出
5. ↑  第1期 第22話初出
6. ↑  第13話初出
7. 1 2  第1話初出
8. ↑  第2話初出
9. ↑  第6話初出
10. ↑  第11話初出
11. ↑  第10話初出
12. ↑  第5話初出